# Tripedalia cystophora
Tripedalia cystophora is een tropische dooskwal uit de familie Tripedaliidae. De kwal komt uit het geslacht Tripedalia. Tripedalia cystophora werd in 1897 voor het eerst wetenschappelijk beschreven door Conant. 